# Isidora Jiménez
Isidora Jiménez, född 10 augusti 1993, är en friidrottare från Chile. Hon deltog vid olympiska sommarspelen 2016.